# It Bites
It Bites je britská rocková skupina založená v roce 1984 v anglickém Egremontu. Své první album nazvané The Big Lad in the Windmill vydala dva roky po založení a za další dva roky následovalo Once Around the World, které společně se skupinou produkoval kytarista Steve Hillage. Následovalo ještě jedno další album a v roce 1990 se skupina na šestnáct let rozpadla. Poté, co byla skupina obnovena, vydala dvě další alba: The Tall Ships (2008) a Map of the Past (2012). V první části existence ve skupině zpíval Francis Dunnery, v roce 2006 jej nahradil John Mitchell.